# المقیاده
ال-مقیاداه یک منطقهٔ مسکونی در یمن است که در استان صنعا واقع شده‌است.